# ماركوس روجيرو دي ليما
ماركوس روجيرو دي ليما (بالبرتغالية: Marcos Rogério de Lima؛ مواليد 25 مايو 1985) هو مُقاتل فنون قتالية مختلطة برازيلي.

## وصلات خارجية
- ماركوس روجيرو دي ليما على موقع يو إف سي (الإنجليزية)
- ماركوس روجيرو دي ليما على موقع شيردوغ (الإنجليزية)
- ماركوس روجيرو دي ليما على موقع IMDb (الإنجليزية)